# Nowogard
Nowogard (niem. Naugard) – miasto w północno-zachodniej Polsce, w województwie zachodniopomorskim, w powiecie goleniowskim, siedziba gminy miejsko-wiejskiej Nowogard, położone na Pobrzeżu Szczecińskim, na wschodnim skraju Puszczy Goleniowskiej, nad Jeziorem Nowogardzkim, przy drodze ekspresowej S6 i linii kolejowej Szczecin – Kołobrzeg. Siedziba tutejszego dekanatu.
31 grudnia 2024 miasto liczyło 15 549 mieszkańców.

## Położenie
Miasto położone jest na Pomorzu Zachodnim, 64 km na północny wschód od Szczecina i 56 km na południe od wybrzeża Bałtyku.
Częściami miasta są dawne miejscowości: Plewniak, Pustać, Radosław, Smużyny.
1 stycznia 2024 powierzchnia miasta wynosiła 12,58 km².
W latach 1946–1998 miasto administracyjnie należało do województwa szczecińskiego.
Miasto jest położone na wysokości około 50 m n.p.m.

## Demografia
Struktura demograficzna mieszkańców Nowogardu według danych z 31 grudnia 2024:
| Opis                                | Ogółem | Ogółem | Kobiety | Kobiety | Mężczyźni | Mężczyźni |
| ----------------------------------- | ------ | ------ | ------- | ------- | --------- | --------- |
| Jednostka                           | osób   | %      | osób    | %       | osób      | %         |
| Populacja                           | 15 549 | 100    | 8085    | 52      | 7464      | 48        |
| Wiek przedprodukcyjny (0–17 lat)    | 2449   | 15,75  | 1211    | 7,79    | 1238      | 7,96      |
| Wiek produkcyjny (18–65 lat)        | 8797   | 56,58  | 4101    | 26,37   | 4696      | 30,2      |
| Wiek poprodukcyjny (powyżej 65 lat) | 4303   | 27,67  | 2773    | 17,83   | 1530      | 9,84      |

|  |  |

## Historia Nowogardu
W X wieku znajdowała się tu osada rybacko-rolnicza, a przy niej gród opolny leżący na półwyspie nieistniejącego współcześnie jeziora Grodzkiego, umocniony wałem drewniano-ziemnym. Wewnątrz znajdowały się budynki zamieszkane przez kasztelana i jego otoczenie. Na podgrodziu zamieszkiwała osiadła tu ludność słowiańska, zajmująca się rybołówstwem, rolnictwem i rzemiosłem. Obszar został włączony do państwa polskiego przez Mieszka I ok. 967 roku.

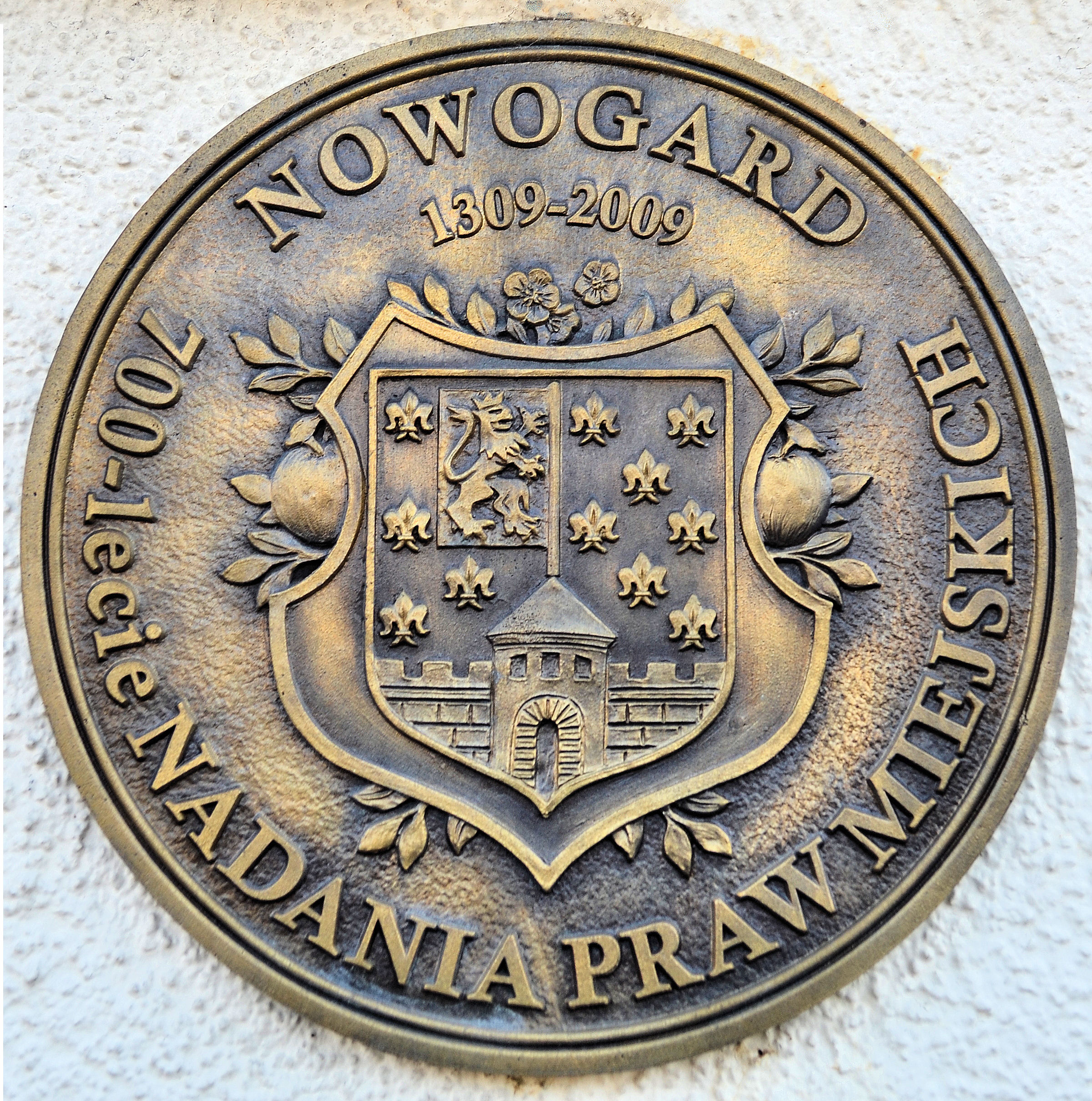
Plakieta upamiętniająca 700-lecie praw miejskich Nowogardu

W 1268 r. po raz pierwszy wzmianka o Nowogardzie jako własności biskupa kamieńskiego znalazła się w dokumencie (Nogart Castrum et villa sive oppidum episcopi Caminensis), w miejscu grodu wybudowano wówczas zamek obronny. W 1274 r. biskup Hermann von Gleichen osadził w grodzie nowogardzkim swego krewnego, grafa Ottona von Ebersteina z Brunszwiku. Jego następcy pozostali w posiadaniu lenna, które obejmowało okoliczne ziemie, przez kilkaset lat. W roku 1309 Nowogard otrzymał przywilej przenoszący go na prawo lubeckie, choć jego mieszkańcy cieszyli się mniejszymi uprawnieniami niż mieszczaństwo w innych miastach pomorskich.

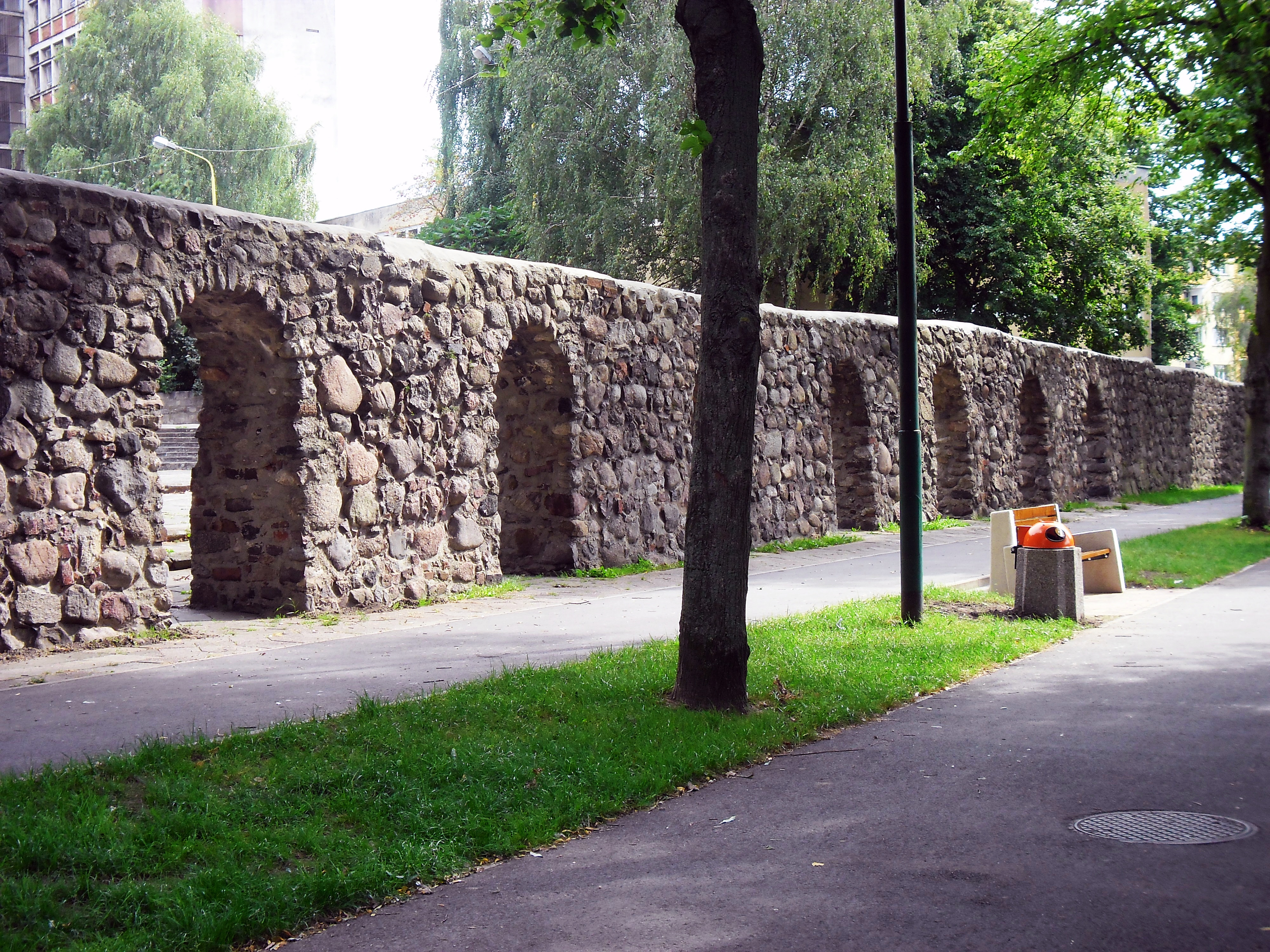
Mury miejskie (XIV w.)

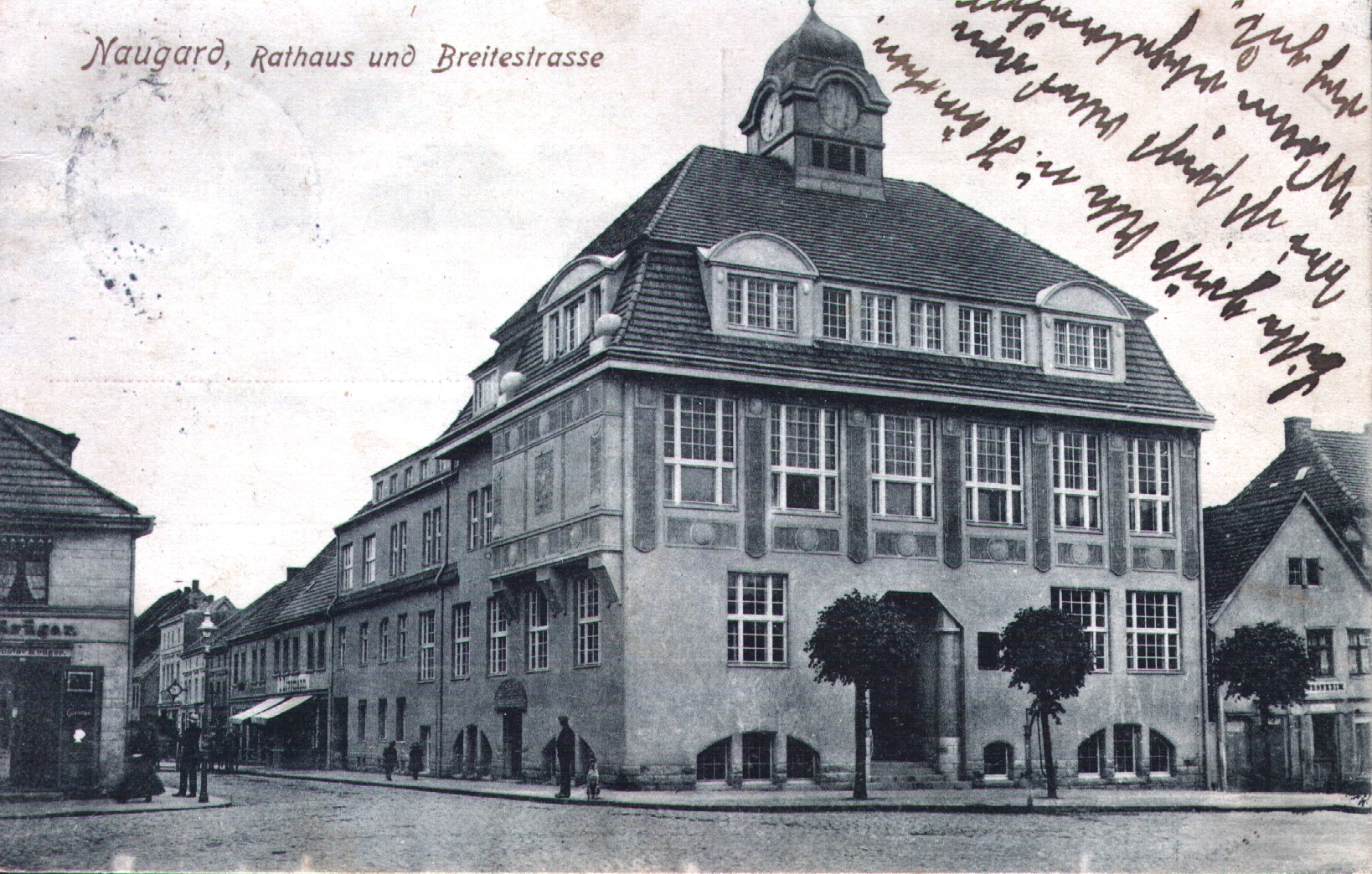
Ratusz, 1911 r.

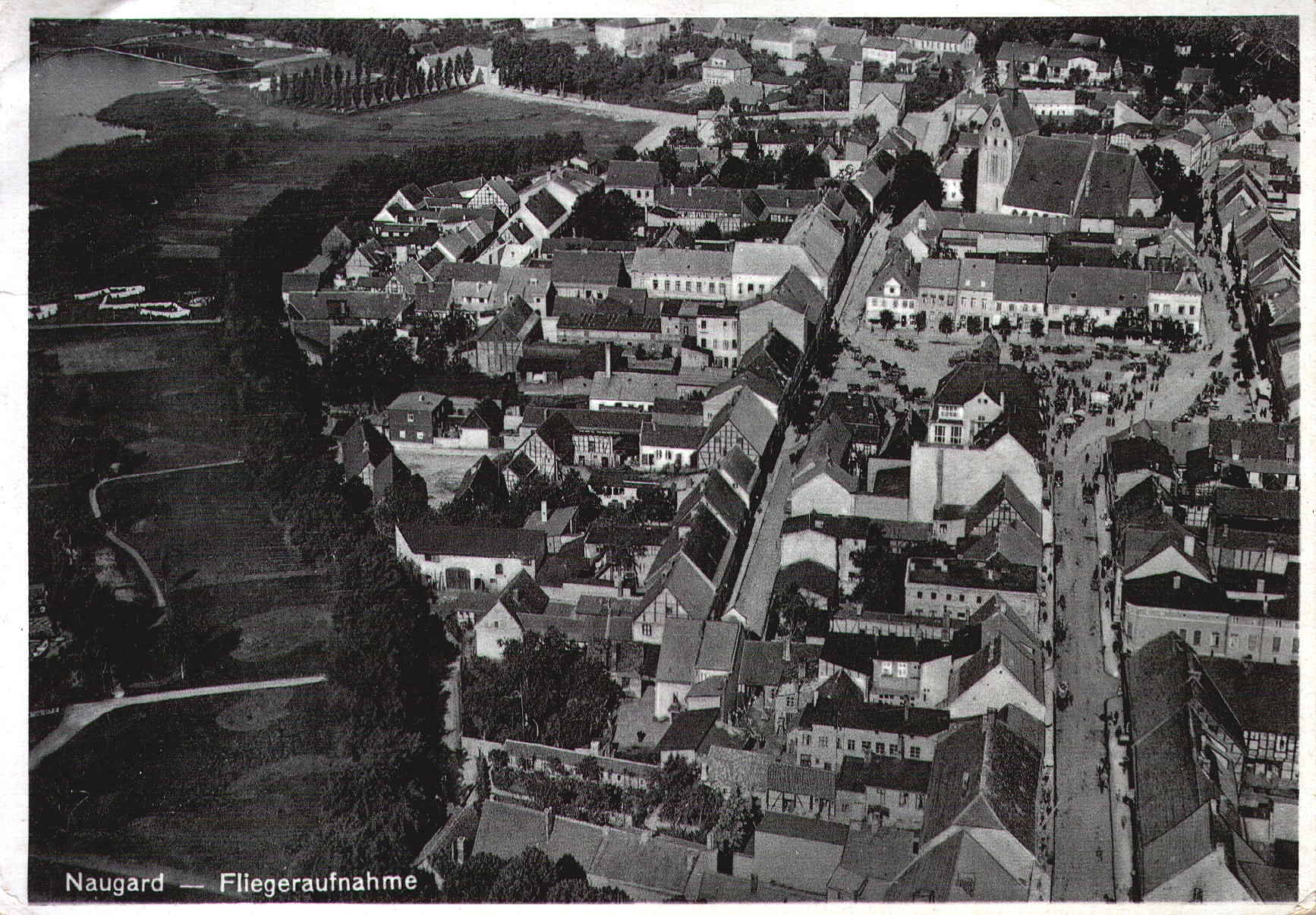
Miasto przed II wojną światową

W pierwszej połowie XIV wieku rozpoczęto w Nowogardzie budowę murów obronnych wokół miasta, które po otoczeniu go murami przybrało kształt spłaszczonego koła. W środku znajdował się duży prostokątny rynek, w centrum którego wznosił się ceglany, gotycki ratusz. Obok, po stronie zachodniej, usytuowano (budowany w latach 1330–1334) istniejący do dziś, kościół Mariacki – obecnie Najświętszej Marii Panny.
W wiekach średnich Nowogard był niewielkim ośrodkiem rolniczo-rzemieślniczym, który mimo dogodnego położenia nie rozwinął się w znaczący ośrodek handlowy. W 1534 otwarto pierwszą szkołę. W 1657 dotarła tu lekka jazda konna hetmana Stefana Czarnieckiego w pogoni za Szwedami. W 1663 roku, po śmierci ostatniego z Ebersteinów, dobra nowogardzkie przeszły w posiadanie księcia Bogusława Croy d’Archot, a następnie, w 1684 roku stały się własnością elektorów brandenburskich.
W 1724 r. do okręgu nowogardzkiego przyłączono powiat Dewitzów, właścicieli Dobrej. Powstał w ten sposób powiat Dobra-Nowogard, który przetrwał do początku XIX wieku.
W czasie wojen toczonych przez Prusy w XVIII wieku miasto poważnie ucierpiało. W 1770 r. liczyło zaledwie 726 mieszkańców, utrzymujących się wyłącznie z rolnictwa i hodowli zwierząt. W 1807 roku miasto zostało zajęte przez skrzymierzone wojska francuskie, polskie i włoskie, które wcześniej toczyły zacięte boje o Nowogard z żołnierzami i ochotnikami dowodzonymi przez majora Ferdynanda von Schilla.
W 1808 r. Nowogard ustanowiono siedzibą powiatu. W 1819 r. nastąpiła kolejna reforma administracyjna, w wyniku której w skład powiatu weszły miasta: Goleniów i Nowogard. Utworzony powiat przetrwał z niewielkimi zmianami do 1954 r., kiedy to powiat nowogardzki, obejmujący ponad 1200 km² powierzchni, podzielono na dwa powiaty: nowogardzki i goleniowski. Taki podział funkcjonował do reformy administracyjnej w 1975 r.
Przyspieszony rozwój miasta przyniosła 2. połowa XIX wieku. W maju 1883 r. ze stacji w Nowogardzie odjechał pierwszy pociąg pasażerski. W następnych latach wybudowano wiele obiektów użyteczności publicznej, powstały nowe zakłady przemysłowe. Tuż przed wybuchem II wojny światowej Nowogard liczył 8148 mieszkańców.
W mieście znajdowało się niemieckie nazistowskie więzienie dla nieletnich. Do 4 marca 1945 r. istniało w Nowogardzie co najmniej 7 obozów jenieckich, głównie dla Francuzów i kilkuset Afrykanów. Tuż przed opuszczeniem miasta hitlerowcy zamordowali 40 jeńców na terenie późniejszej składnicy złomu. W 1945 miasto zostało zajęte przez wojska radzieckie, doznając ciężkich zniszczeń. Nowogard został zdobyty nocą 4 marca 1945 r. przez 12 Gwardyjski Korpus Piechoty – dowódca: gen. por. Nikołaj Tielakow, 79 Korpus Strzelecki, dowódca: gen. mjr Siemion Pieriewiortkin, oraz oddziały Ludowego Wojska Polskiego, I Dywizja im. T. Kościuszki, 3 Berliński Pułk Piechoty – dowódca: pułk. Aleksander Archipowicz. W walkach o Nowogard zginęło 30 polskich żołnierzy, a w okolicach Nowogardu 32 żołnierzy polskich. W wyniku II wojny światowej Nowogard włączony został w granice Polski. Dotychczasową niemiecką ludność, która pozostała w mieście, wysiedlono do Niemiec.
Przez pierwsze miesiące po wojnie miasto nosiło nazwę Nowogród. Obecną nazwę miasta wprowadzono rozporządzeniem ministrów Administracji Publicznej i Ziem Odzyskanych z dnia 7 maja 1946 roku.
Miasto zostało w okresie powojennym częściowo odbudowane i rozbudowane. Zabudowano m.in. zniszczone całkowicie zabytkowe centrum miasta, wybudowano nowe osiedla mieszkaniowe. Powstały też obiekty użyteczności publicznej: hotel, dom kultury, biblioteka, szkoły. Najważniejsze inwestycje ostatnich lat związane są z unowocześnianiem infrastruktury. Należą do nich: modernizacja oczyszczalni ścieków, rozbudowa sieci kanalizacyjnej i wodociągowej oraz ujęcia wody pitnej. W ostatnim okresie rozbudowano także bazę hotelowo-gastronomiczną, wybudowano trzy duże sale sportowe, plaża miejska zyskała zjeżdżalnię wodną, przystąpiono do modernizacji domu kultury.

## Architektura i urbanistyka

### Zabytki

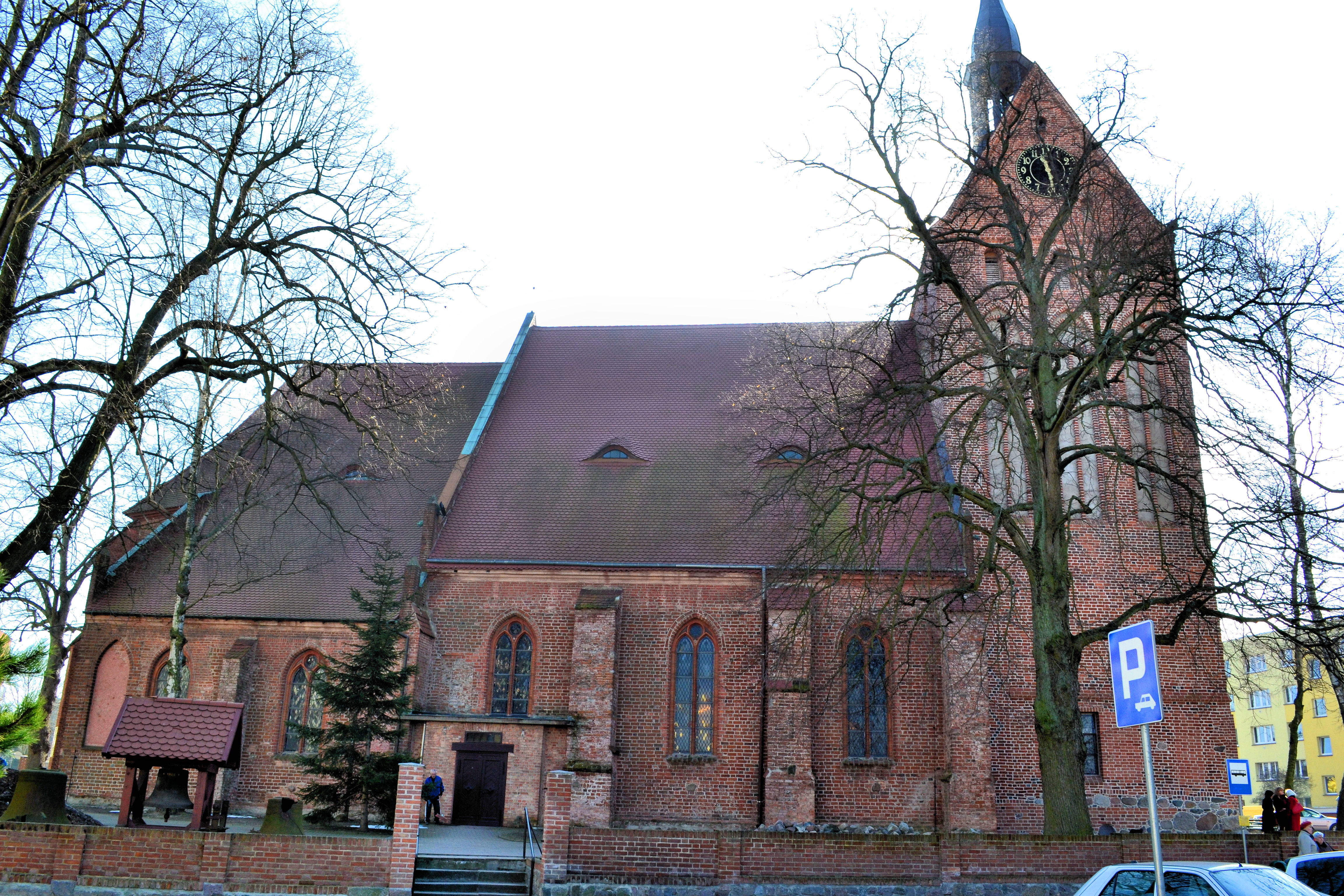
Kościół pod wezwaniem Wniebowzięcia Najświętszej Maryi Panny

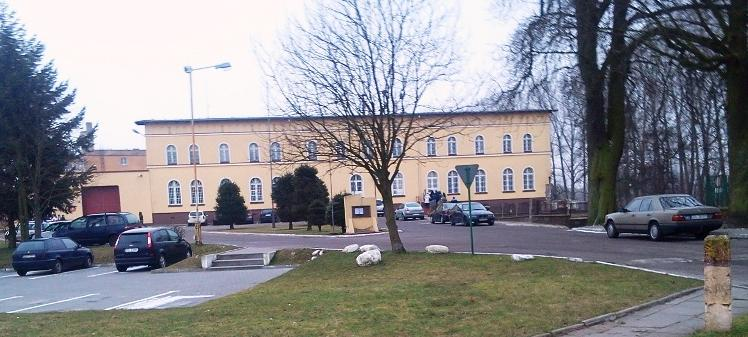
Zakład Karny w Nowogardzie

Cały obszar Starego Miasta w Nowogardzie został wpisany do rejestru zabytków.
Ważniejsze zabytki w mieście:
- Kościół Wniebowzięcia NMP – późnogotycki kościół Mariacki zbudowany w latach 1330–1334. Nawa główna o gwiaździstych sklepieniach, nawy boczne oddzielone potężnymi filarami, sklepienia krzyżowo-żebrowe. W prezbiterium znajduje się bogato zdobiony, barokowy ołtarz z początku XVII wieku z kilkunastoma scenami figuralnymi. 3 grudnia 2005 w wyniku pożaru zawaliła się dwudziestometrowa wieża świątyni. 26 marca 2007 r. na szczycie odbudowanej wieży została zamontowana pokryta blachą miedzianą sygnaturka. W ciągu niespełna półtora roku wykonano też m.in. remont wnętrza oraz na powrót zamontowano dzwony, które noszą nazwy: Wiara, Nadzieja i Miłość (w językach polskim i niemieckim).
- Zamek Ebersteinów – kompleks zabudowań zamkowych z XIII wieku, rozbudowany w XVI i przebudowany w XVIII i XIX wieku. Od roku 1820 pełni do czasów obecnych funkcję zakładu karnego (Zakład Karny w Nowogardzie). Został spalony podczas buntu więźniów w 1989 roku. Z dawnego zamku pozostały fundamenty, kazamaty i kaplica oraz fosa[6]
- Obwarowania miejskie
- Fragmenty murów obronnych z XIV wieku – zachowane tylko częściowo w dolnych fragmentach, nad jeziorem w rejonie ulicy Czarnieckiego.
- Dawne sanatorium (ul. Smużyny 2) – obecnie Dom Pomocy Społecznej nr 2.
- Park leśny przy DPS nr 2.
- Budynek mieszkalny przy ul. Luboszan 1 – dom ryglowy z XIX wieku.
- Wieża ciśnień z 1882 roku o wysokości 46 metrów znajdująca się w sąsiedztwie stacji kolejowej.
- Ratusz z roku 1911, wyróżniony lukarnami o półowalnych naczółkach i latarenką osadzoną centralnie na dachu.

### Pomniki
- Pomnik Niepodległości (poprzednia nazwa : „Bohaterom poległym w walce o wolność prastarej ziemi słowiańskiej”)[20]
- Pomnik Braterstwa Broni (odsłonięty w 1972 roku[21]; od 1995 z tablicą: „Kombatantom Rzeczypospolitej Polskiej”, usunięty 22 lipca 2024[22])

## Gospodarka
W 2007 r. Nowogard miał 2050 prywatnych podmiotów gospodarczych, z czego 1661 stanowiły osoby fizyczne prowadzące działalność gospodarczą, 11 spółdzielnie oraz 20 spółki handlowe z udziałem kapitału zagranicznego.
W mieście jest 1 targowisko całoroczne o powierzchni 4000 m².
Według danych z października 2010 w powiatowym urzędzie pracy było zarejestrowanych 1102 bezrobotnych mieszkańców Nowogardu.
W mieście znajduje się zakład produkujący stolarkę drzwiową i okienną, zakład produkcji mas bitumicznych, zakład produkcji betonów. Przy północnej granicy Nowogardu mieści się zakład produkujący dywany do wyściełania podłóg samochodowych.

## Turystyka

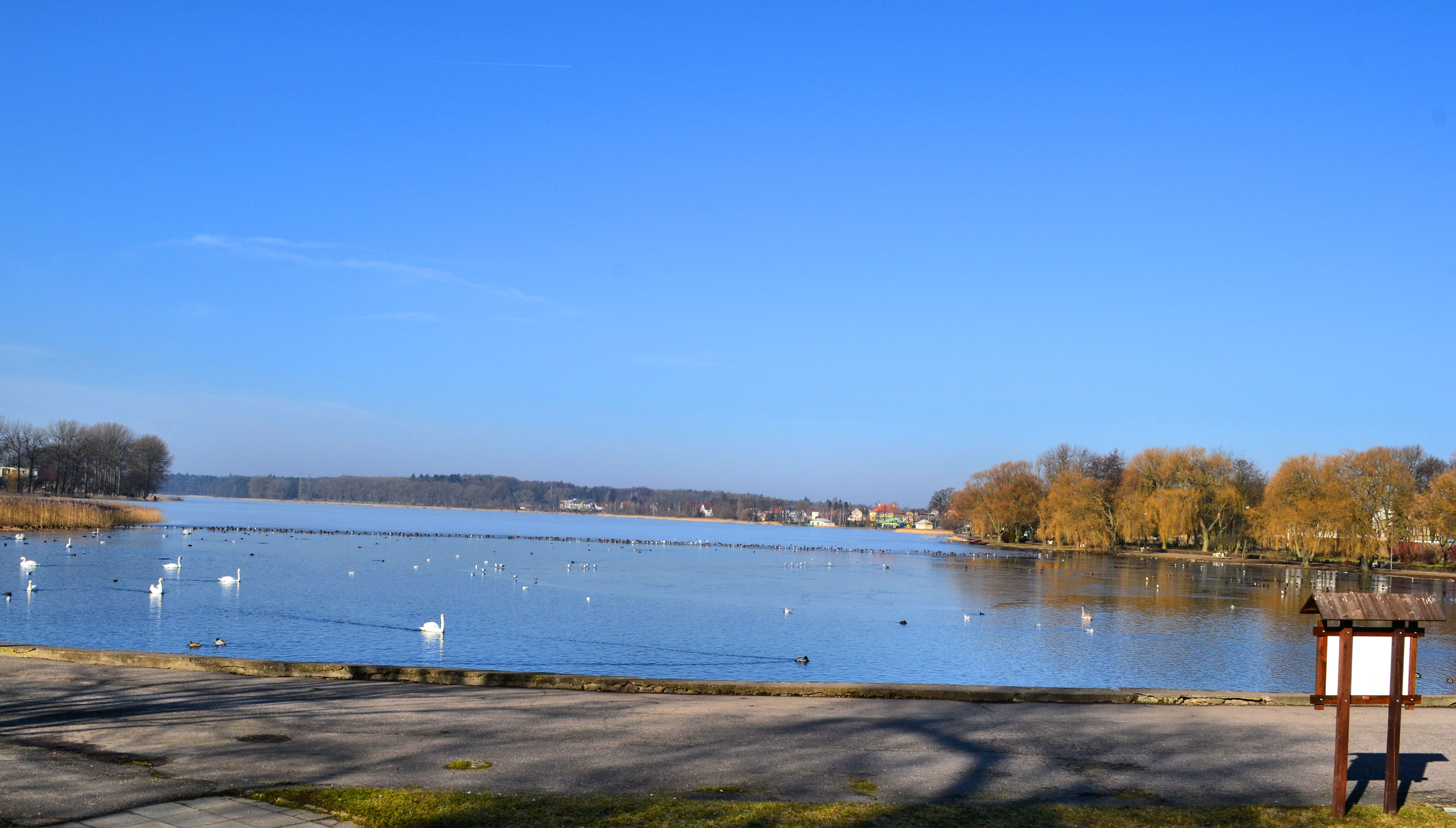
Jezioro Nowogardzkie

Największą atrakcją turystyczną Nowogardu jest sięgające centrum miasta Jezioro Nowogardzkie. Nad jeziorem usytuowany jest ośrodek sportu i rekreacji ze strzeżoną plażą miejską wyposażoną m.in. w zjeżdżalnię wodną o długości 70 m. Na terenie ośrodka znajdują się domki kempingowe oraz pole namiotowe. Jezioro Nowogardzkie stwarza dogodne warunki do uprawiania sportów wodnych.
Jedną z atrakcji turystycznych jest utworzony w 1994 r. Zespół przyrodniczo-krajobrazowy „Sarni Las”, w którym ochronie podlega drzewostan oraz zwierzyna. Zespół położony jest w zachodniej części miasta i przylega południową częścią do Jeziora Nowogardzkiego. Do lasu prowadzi ulica Wojska Polskiego oraz pieszy szlak turystyczny wiodący ulicą Promenada, a następnie trasą wokół jeziora. 
Wokół jeziora powstała przyrodnicza ścieżka pieszo-rowerowa o długości 6,8 km: w większości asfaltowa lub bardzo ubity szuter - w każdym razie zadbana i wygodna zarówno pod rower, jak i spacer z wózkiem.
Na terenie miasta znajduje się także wiatrak i tor, na którym organizowane są zawody motocrossowe oraz dwa największe na Pomorzu cisy, liczące około 700 lat.

## Oświata

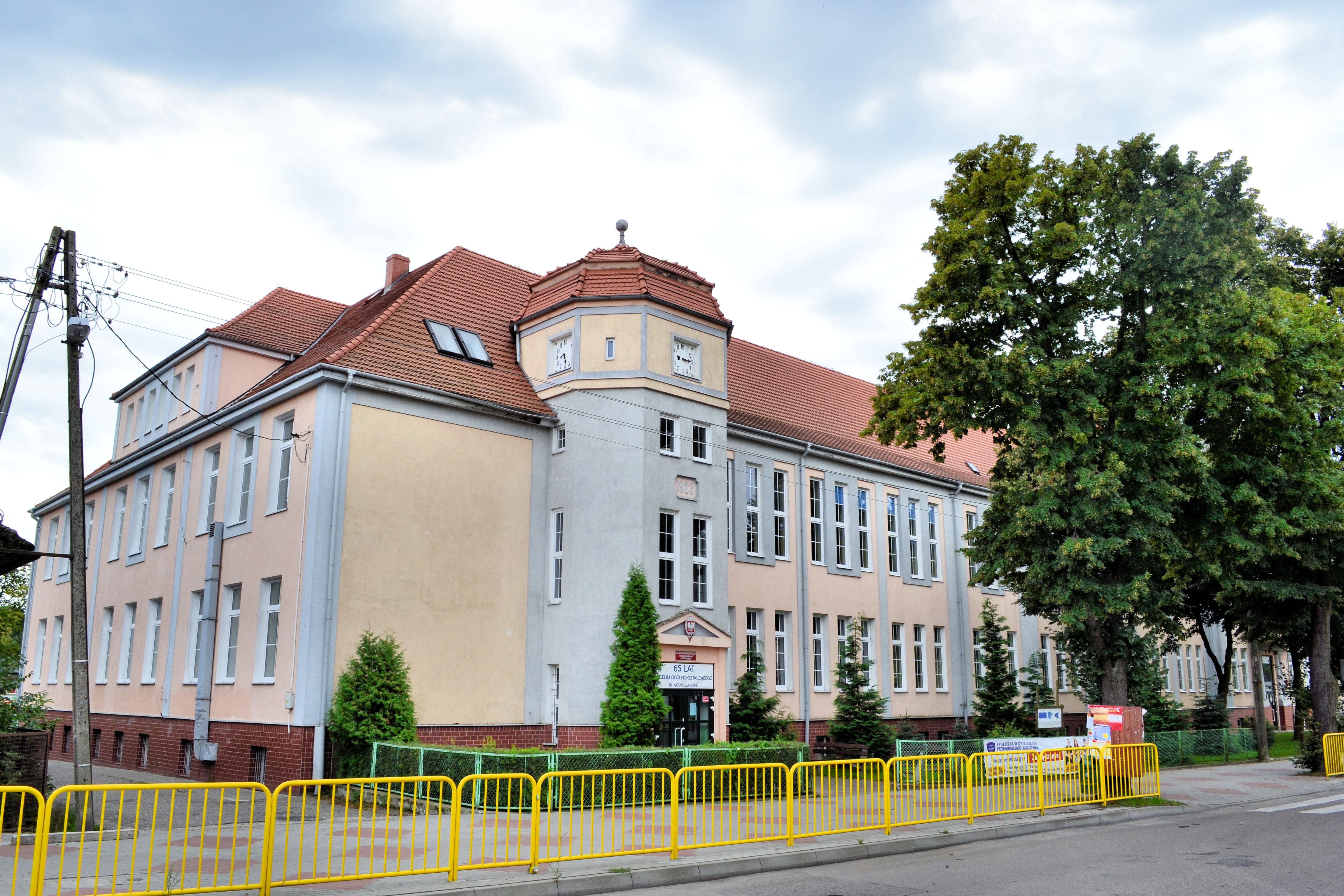
I Liceum Ogólnokształcące w Nowogardzie

Nowogard to lokalny ośrodek edukacyjny. W mieście znajdują się 3 przedszkola, 4 szkoły podstawowe, 3 gimnazja, 1 liceum profilowane, 3 licea ogólnokształcące, 3 szkoły policealne, 5 techników ponadgimnazjalnych. Według danych z 2007 w tutejszej szkole podstawowej uczyło się 1191 dzieci oraz w gimnazjum 952 uczniów. W szkołach średnich w 2006 r. nauki pobierało 958 osób.

## Kultura

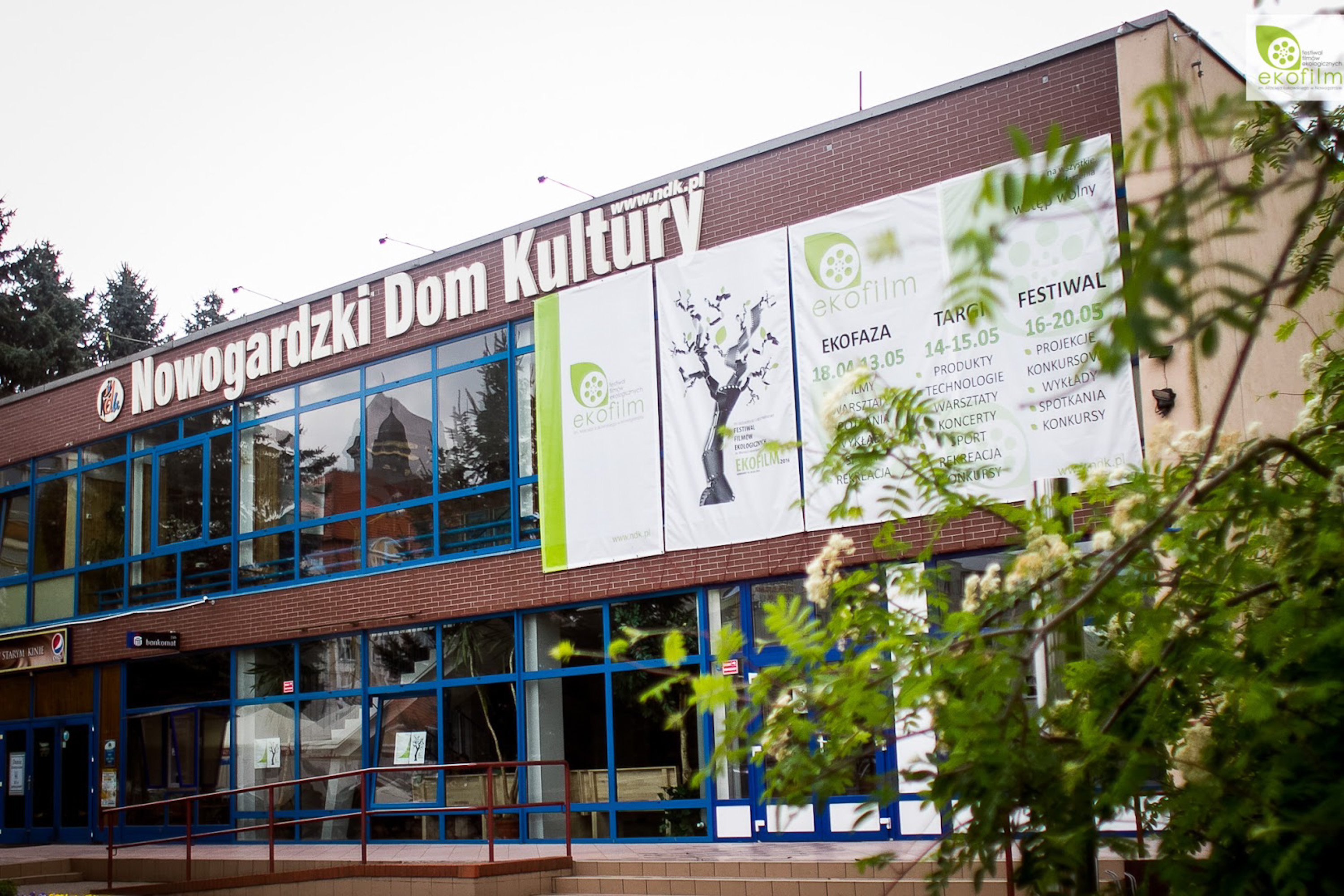
Nowogardzki Dom Kultury podczas trwania Festiwalu Filmów Ekologicznych im. Macieja Łukowskiego „Ekofilm”

Nowogardzki Dom Kultury to miejsce spotkań, w którym wszyscy chętni mogą rozwijać się twórczo w pracowniach i zespołach, oraz uczestniczyć w różnorodnych imprezach o charakterze kulturalnym oraz rozrywkowym. Centrum kultury znajduje się przy Placu Wolności, w okolicy Jeziora Nowogardzkiego, tuż obok ratusza oraz zabytkowych murów obronnych. Nowogardzki Dom Kultury jest organizatorem Festiwalu Filmów Ekologicznych Ekofilm im. Macieja Łukowskiego oraz Festiwalu Filmu Muzyki Malarstwa „Lato z Muzami”.
Festiwal Filmu Muzyki Malarstwa „Lato z Muzami” to święto artystów związanych z różnymi dziedzinami sztuki, którzy dzielą się swoją pasją z lokalną społecznością. Integralną częścią festiwalu jest Plener Malarski, wydarzeniu towarzyszą również Międzynarodowe Warsztaty Artystyczne „ARTeria”. Filmowa Młoda Polska to – zapoczątkowany w 2014 r. – konkurs na polski krótkometrażowy film fabularny. W ramach Lata z Muzami przyznawane jest honorowe wyróżnienie „Laur Cisowy”, laureatami tej nagrody są m.in.: Wojciech Wójcik, Janusz Morgenstern, Wojciech Marczewski, Andrzej Barański, Filip Bajon, Janusz Majewski, Dorota Kędzierzawska, Sylwester Chęciński, Jerzy Domaradzki, Stanisław Różewicz, Wojciech Smarzowski, Marek Piwowski, Janusz Zaorski, Agnieszka Holland, Krzysztof Zanussi oraz Marek Koterski. W 2016 r. Festiwal Filmu Muzyki Malarstwa „Lato z Muzami” obchodził swoje 20-lecie.
Festiwal Filmów Ekologicznych im. Macieja Łukowskiego „Ekofilm” to biennale o zasięgu międzynarodowym, w ramach festiwalu, który został zapoczątkowany w 1989 r., odbywają się: Międzynarodowy Konkurs Filmowy, Międzynarodowy Konkurs Fotograficzny „Na granicy natury i cywilizacji” oraz Ogólnopolski Konkurs na Plakat Festiwalu Filmów Ekologicznych im. Macieja Łukowskiego „Ekofilm”.
W ramach Nowogardzkiego Domu Kultury działa kino „Orzeł”, które w 2013 r. wyposażone zostało w projektor cyfrowy.
Miejska Biblioteka Publiczna im. Stefana Żeromskiego mieści się w obiekcie położonym w centrum miasta, w pobliżu starych murów obronnych. W jej skład wchodzą: czytelnie, wypożyczalnie dla dzieci i dorosłych, dział zbiorów specjalnych, sala wystawiennicza i pracownie biblioteczne.

## Sport
Baza sportowo-rekreacyjna:
- Stadion Miejski Nowogard, ul. Wojska Polskiego 41 (klub piłkarski „Pomorzanin”)
- Kąpielisko Miejskie NOWiR Nowogard, ul. Promenada 3
- Szlak rowerowy „Równina Nowogardzka” (długość ok. 122 km, przebiega przez trzy gminy)
- Tor motocrossowy (w okresie letnim odbywają się zawody o randze ogólnopolskiej i międzynarodowej)
- Strzelnica „Krzywy Dzik” (Nadleśnictwo Nowogard)
- W Nowogardzie od 1996 roku działa także klub kolarski LKK Nowogard „Chrabąszcze” w którym trenują dzieci, młodzież oraz amatorzy.
- W Nowogardzie co roku pod koniec Sierpnia organizowany jest Maraton rowerowy MTB dookoła jeziora w którym udział bierze około 500 amatorów jazdy rowerem.

## Ludzie sportu związani z Nowogardem
- Marek Leśniak (piłkarz)
- Mateusz Zaremba (piłkarz ręczny)
- Wojciech Ziółkowski (kolarz) – rekordzista Polski w jeździe godzinnej na torze kolarskim[28]
- Rajmund Zieliński (kolarz) – olimpijczyk z Tokio i Meksyku

## Wspólnoty wyznaniowe
Na terenie Nowogardu działalność religijną prowadzą następujące Kościoły i związki wyznaniowe:
- Kościół Adwentystów Dnia Siódmego:
  - grupa w Nowogardzie[29]
- Kościół Ewangelicznych Chrześcijan w RP:
  - zbór w Nowogardzie[30]
- Kościół rzymskokatolicki:
  - parafia Matki Boskiej Fatimskiej[31]
  - parafia Wniebowzięcia Najświętszej Maryi Panny[32]
  - parafia św. Rafała Kalinowskiego[33]
- Świadkowie Jehowy:
  - zbór Nowogard (Sala Królestwa ul. 15 lutego 18)[34]

## Transport

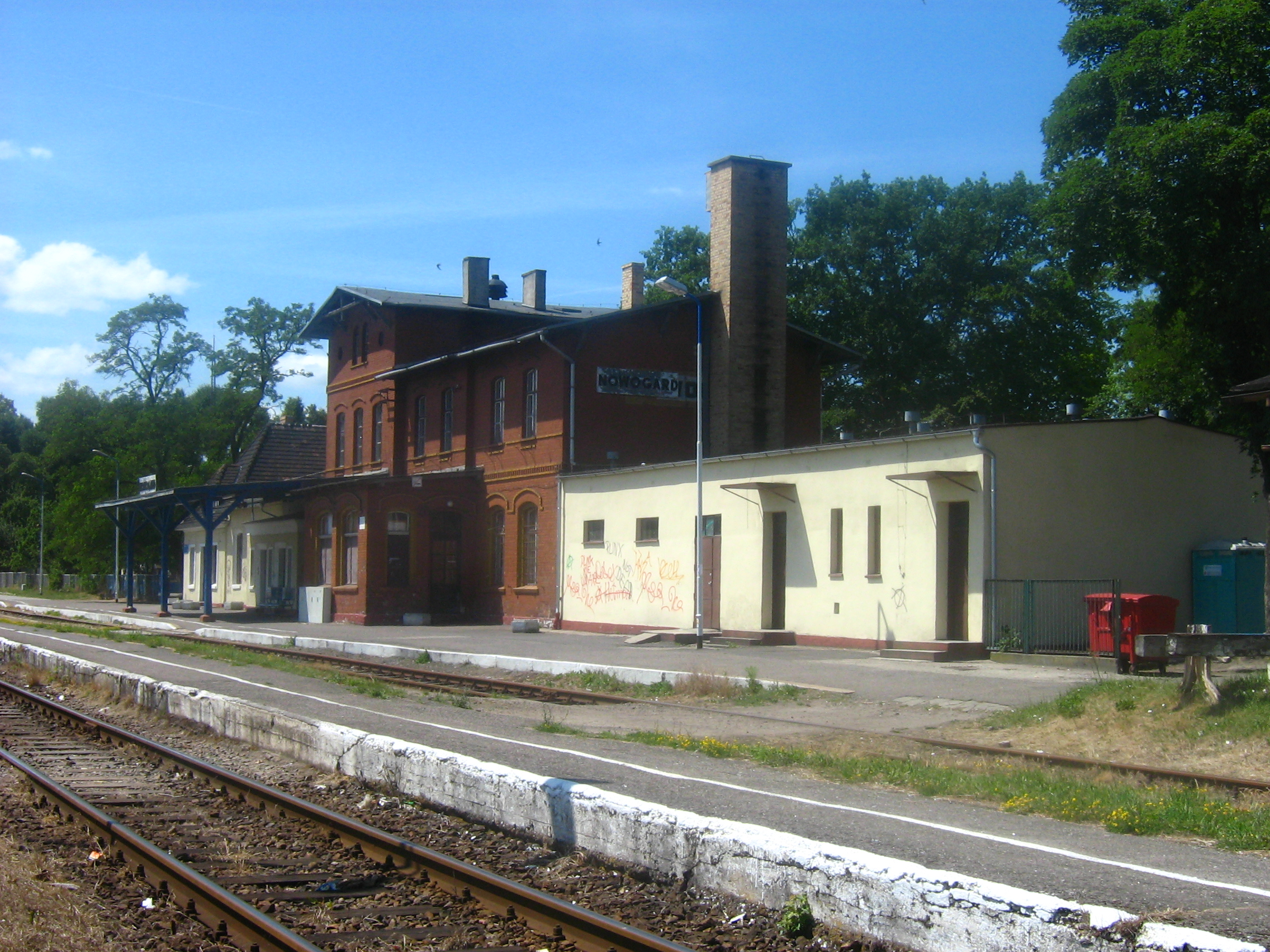
Stacja kolejowa w Nowogardzie

- Połączenia lotnicze: lotnisko Goleniów – 20 km
- Połączenia promowe: port Świnoujście – 80 km
- Odległości drogowe:
  - Szczecin – 60 km
  - Koszalin – 99 km
  - Gdańsk – 282 km
  - Słupsk – 168 km

## Administracja
Miasto jest siedzibą gminy miejsko-wiejskiej. W Radzie Miejskiej w Nowogardzie zasiada 21 radnych. Organem wykonawczym jest burmistrz. Siedzibą władz jest urząd miejski przy placu Wolności.
Burmistrzowie Nowogardu:
- Kazimierz Ziemba (PSL) (od 2002 do 2010)
- Robert Czapla (SLD) (od 2010 do 2024)
- Michał Wiatr (NOWA) (od 2024)

Nowogard należy do Związku Miast Polskich.
Mieszkańcy Nowogardu wybierają radnych do sejmiku województwa w okręgu II. Parlamentarzystów wybierają z okręgów wyborczych z siedzibą w Szczecinie, a posłów do Parlamentu Europejskiego z okręgu wyborczego nr 13.

### Współpraca zagraniczna
- Gützkow (Niemcy)[potrzebny przypis]
- Heide (Niemcy) od 30 maja 1996[potrzebny przypis]
- Kävlinge (Szwecja) od grudnia 2005[potrzebny przypis]
- Gornji Milanovac (Serbia) od 2009[potrzebny przypis]
- Wełes – (Macedonia Północna) od 3 czerwca 2010[36]
- Dąbrowica – (Ukraina) od 16 września 2009[37]

Władze Nowogardu podjęły także współpracę partnerską w ramach porozumienia ze stowarzyszeniem Naugarder Kreis e.V. z siedzibą w Berlinie w Niemczech.